# Sinodalidad
La sinodalidad (que  proviene de sínodo, que en griego significa σύν "juntos", y ὁδός "camino, viaje")  es un concepto utilizado en la Iglesia católica para describir un estilo y estructura de vida eclesial caracterizados por la participación, el discernimiento comunitario y la corresponsabilidad. Hace referencia al proceso mediante el cual todos los fieles, caminan juntos en comunión y colaboración en la misión de la Iglesia. Instrumentos como el Sínodo de los Obispos fueron establecidos para expresar y fomentar una dimensión sinodal dentro del gobierno y la vida eclesial.

## Significado
Diversos organismos de la Santa Sede han aportado definiciones teológicas del concepto.La sinodalidad denota el estilo particular que caracteriza la vida y la misión de la Iglesia Católica. La Comisión Teológica Internacional de la  Santa Sede afirma que, en lo que respecta a la Iglesia Católica, la sinodalidad designa básicamente «el modus vivendi y el Modus operandi específico de la Iglesia, que revela y concreta su ser de comunión cuando todos sus miembros caminan juntos, se reúnen y participan activamente en su misión evangelizadora ». La sinodalidad también «se refiere a la implicación y participación de todo el Pueblo de Dios en la vida y la misión de la Iglesia».  El Dicasterio para la Promoción de la Unidad de los Cristianos afirma que el término sinodalidad «se refiere, en general, a la participación activa de todos los fieles en la vida y la misión de la Iglesia». 
El documento final de la XVI Asamblea General Ordinaria del Sínodo de los Obispos define la sinodalidad como: «un camino de renovación espiritual y de reforma estructural que permite a la Iglesia ser más participativa y misionera, para que pueda caminar con cada hombre y mujer, irradiando la luz de Cristo».  Esta definición destaca principalmente el carácter transformador de la sinodalidad, tanto en el ámbito espiritual como institucional, con el fin de favorecer una Iglesia más abierta al diálogo, a la escucha y al compromiso con el mundo contemporáneo.

## Uso contemporáneo
El término ganó bastante protagonismo durante el pontificado del papa Francisco .  
En marzo de 2018 se publicó un documento de la Comisión Teológica Internacional el cual analiza la sinodalidad. 
La sinodalidad se convirtió en el tema del Sínodo sobre la sinodalidad.